# Медичний факультет Університету Торонто
Медичний факультет Темерті (раніше Факультет медицини) — медична школа Університету Торонто. Факультет, заснований у 1843 році, розташований у центрі Торонто та є одним із найстаріших медичних закладів Канади, відомий відкриттям інсуліну, стовбурових клітин і місцем першої в світі однієї та подвійної трансплантації легень.

## Історія

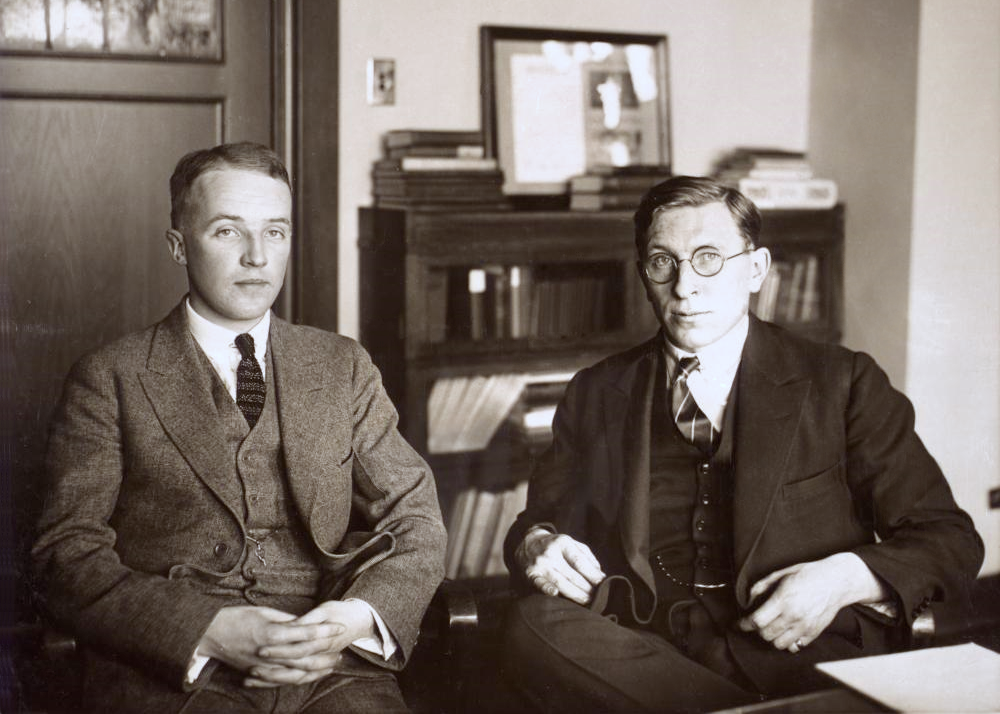
Фредерік Бантінг разом із Чарльзом Бестом на посаді, 1924 рік

Університет спочатку відкрив свою медичну школу в 1843 році, забезпечуючи навчання медицині та медичним наукам. У 1853 році вона призупинила програму навчання в школі та передала обов'язки викладання трьом власним школам міста: медичному коледжу Трініті, медичній школі Торонто та жіночому медичному коледжу. Оскільки власницькі школи не могли видавати ступені, медична школа університету зберігала відповідальність за проведення іспитів і надання медичних ступенів. Оскільки університет постійно підвищував свої стандарти, медичні огляди ставали все більш суворими та науковими. Це призвело до того, що менше студентів-медиків із приватних шкіл вирішували отримати університетські дипломи, які в той час не були обов’язковими для медичної практики.

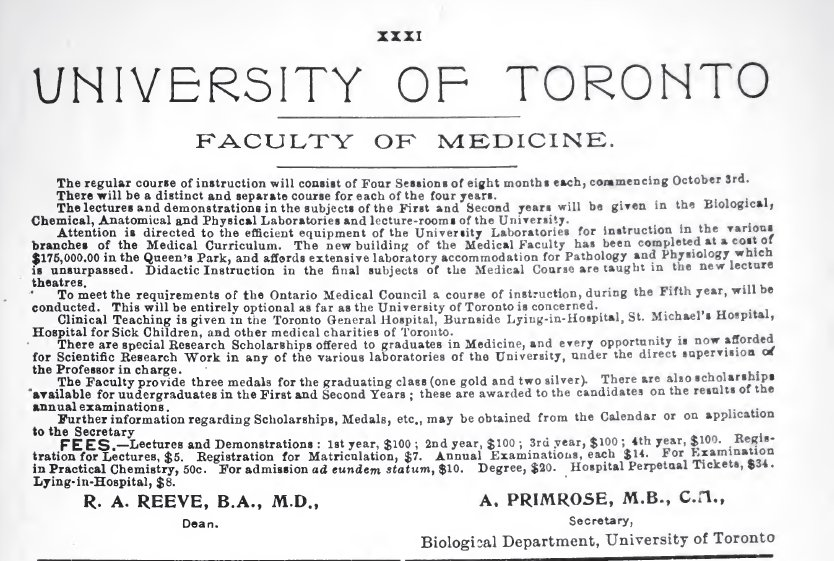
Оголошення про прийом на роботу від 1906 року, у якому вказано вартість курсів, предмети та іншу інформацію.

У 1887 році університет відновив викладання медицини на своєму медичному факультеті. Факультет негайно поглинув Торонтську медичну школу, яка більше не могла конкурувати з університетом, оскільки стикалася з великими витратами на наукову роботу та вищими стандартами іспитів, встановленими факультетом.
У серпні 2011 року факультет у партнерстві з Університетом Торонто Міссісога та Trillium Health Partners відкрив Академію медицини Міссіссога з 54 студентами першого курсу. Станом на 2014 рік академія має загалом 216 студентів, які навчаються за чотирирічною програмою. Новий заклад розташований на двох поверхах у новому комплексі наук про здоров’я Терренса Доннеллі та пропонує абсолютно нові аудиторії, кімнати для семінарів, комп’ютерне обладнання, навчальні приміщення та лабораторії. Студентам надається повністю обладнана студентська кімната відпочинку та відкрита тераса для відпочинку та спілкування. Студенти можуть ділитися лекціями та навчальним досвідом як у аудиторії, так і за її межами за допомогою передових технологій.
У 2022 році уряд Онтаріо оголосив, що Університет Торонто Скарборо також забезпечуватиме медичне навчання. Кампус отримає 30 місць для студентів і 45 місць для аспірантів.

## Навчальний план

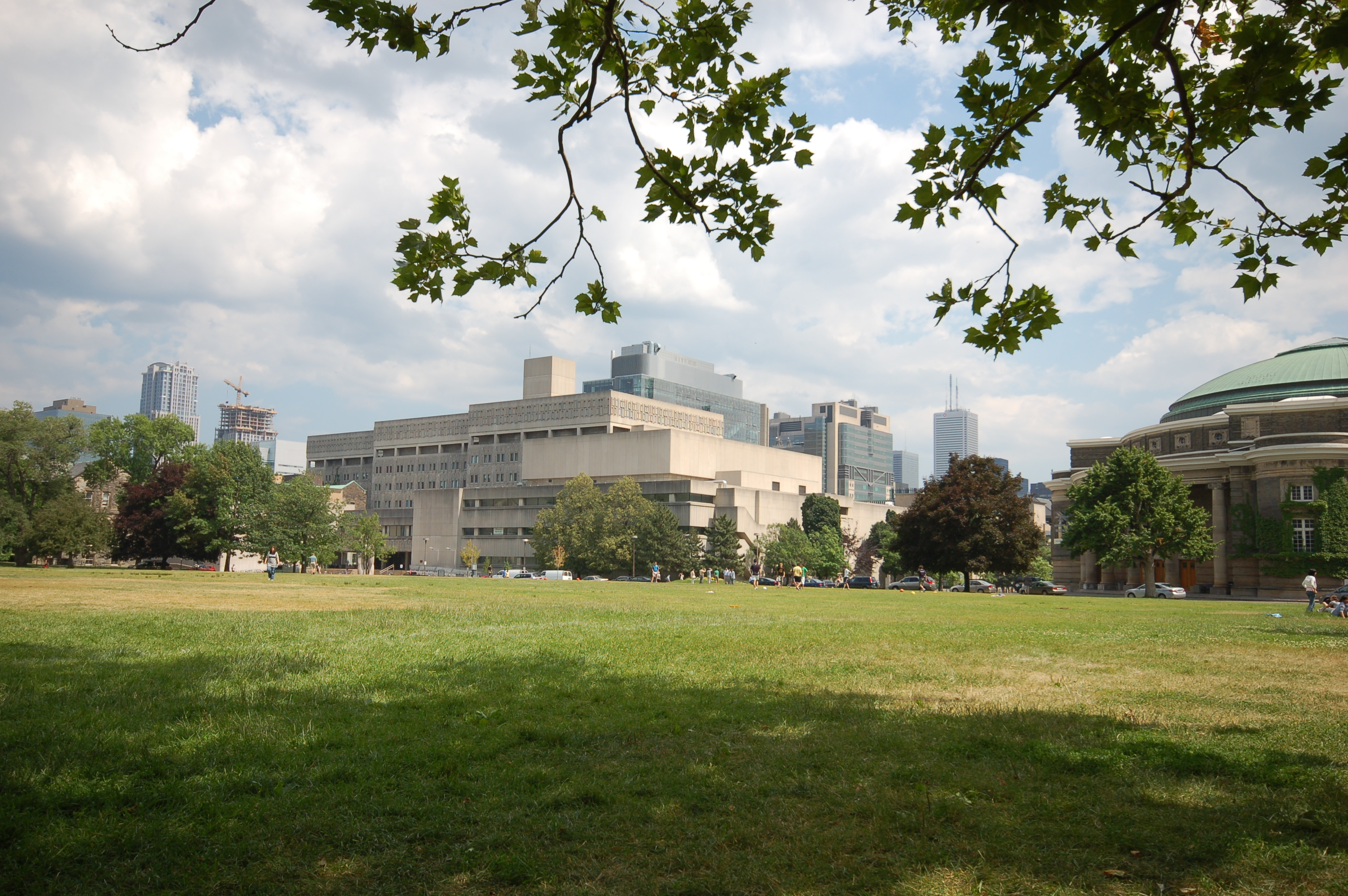
Корпус медичних наук є адміністративним центром медичного факультету

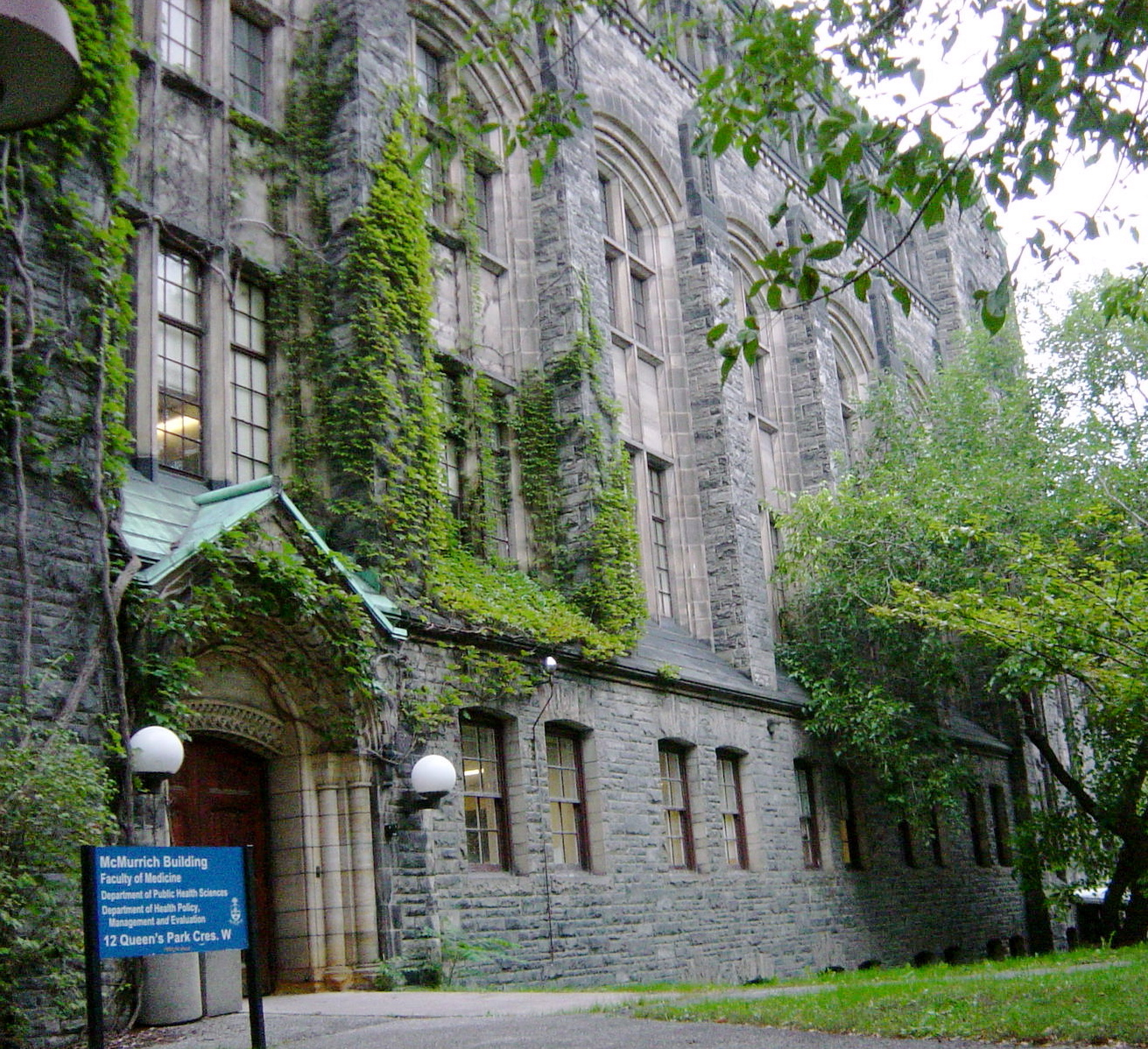
Будівля МакМурріча містить офіси викладачів медичного факультету та дослідників.

У 2016 році медичний факультет запровадив нову навчальну програму Foundations, відійшовши від традиційного лекційного стилю викладання, заснованого на анатомії, фізіології, патології та фармакології, до підходу до навчання на основі випадків із раннім клінічним впливом.
Програма доктора медицини в Університеті Торонто – це 4-річна програма доктора медицини, у якій навчається близько 850 студентів. Перші два роки відомі як навчальна програма preclerkship, під час якої кандидати в доктори медицини здобувають базові біомедичні знання та знання з анатомії людини. Принципи медичної етики, професіоналізму та медичної юриспруденції також викладаються в преклеркації. Останні два роки формують навчальну програму для спеціалістів, яка проходить у лікарнях та амбулаторних клініках. Основні ротації спеціалістів охоплюють основні медичні спеціальності: хірургія та внутрішні хвороби, психіатрія, педіатрія, акушерство та гінекологія, сімейна медицина, амбулаторний досвід, неврологія, невідкладна медицина, анестезія, офтальмологія, отоларингологія та дерматологія. Додаткові ротації присвячені факультативним посадам, які забезпечують підготовку субдисциплін у межах основних спеціальностей.
Навчальні лікарні об’єднані в чотири лікарняні мережі, якими є Університетська мережа охорони здоров'я, Unity Health Торонто, Синайська система охорони здоров'я,, а також три основні навчальні лікарні поза системою, Центр наук про здоров'я Саннібрук, Лікарня жіночого коледжу та лікарня для хворих дітей.
- Університетська мережа охорони здоров'я складається з трьох спеціалізованих лікарень: Загальна лікарня Торонто для кардіології та трансплантації органів; Онкологічний центр принцеси Маргарет як центр онкологічного інституту Онтаріо; і Західна лікарня Торонто для нейронауки та здоров'я опорно -рухового апарату[7].
- Unity Health Toronto складається з лікарні Святого Михайла, лікарні для дорослих і травматологічного центру, Providence Healthcare, реабілітаційного інституту та Центру здоров’я Святого Джозефа, громадської навчальної лікарні.
- Система охорони здоров’я Синай складається з лікарні загального профілю Mount Sinai Hospital та реабілітаційного інституту Bridgepoint Active Healthcare .
- Trillium Health Partners складається з лікарні загального профілю Mississauga Hospital, лікарні Credit Valley Hospital, громадської навчальної лікарні,
- Центр наук про здоров’я Саннібрук – це лікарня для дорослих із регіональними онкологічними та травматологічними центрами.
- Лікарня жіночого коледжу – це амбулаторна лікарня, яка орієнтована на здоров’я жінок.
- Лікарня для хворих дітей — дитячий медичний центр, який спеціалізується на лікуванні дитячих захворювань і травм[8].

Лабораторія Центру прикладної геноміки Лікарні для хворих дітей

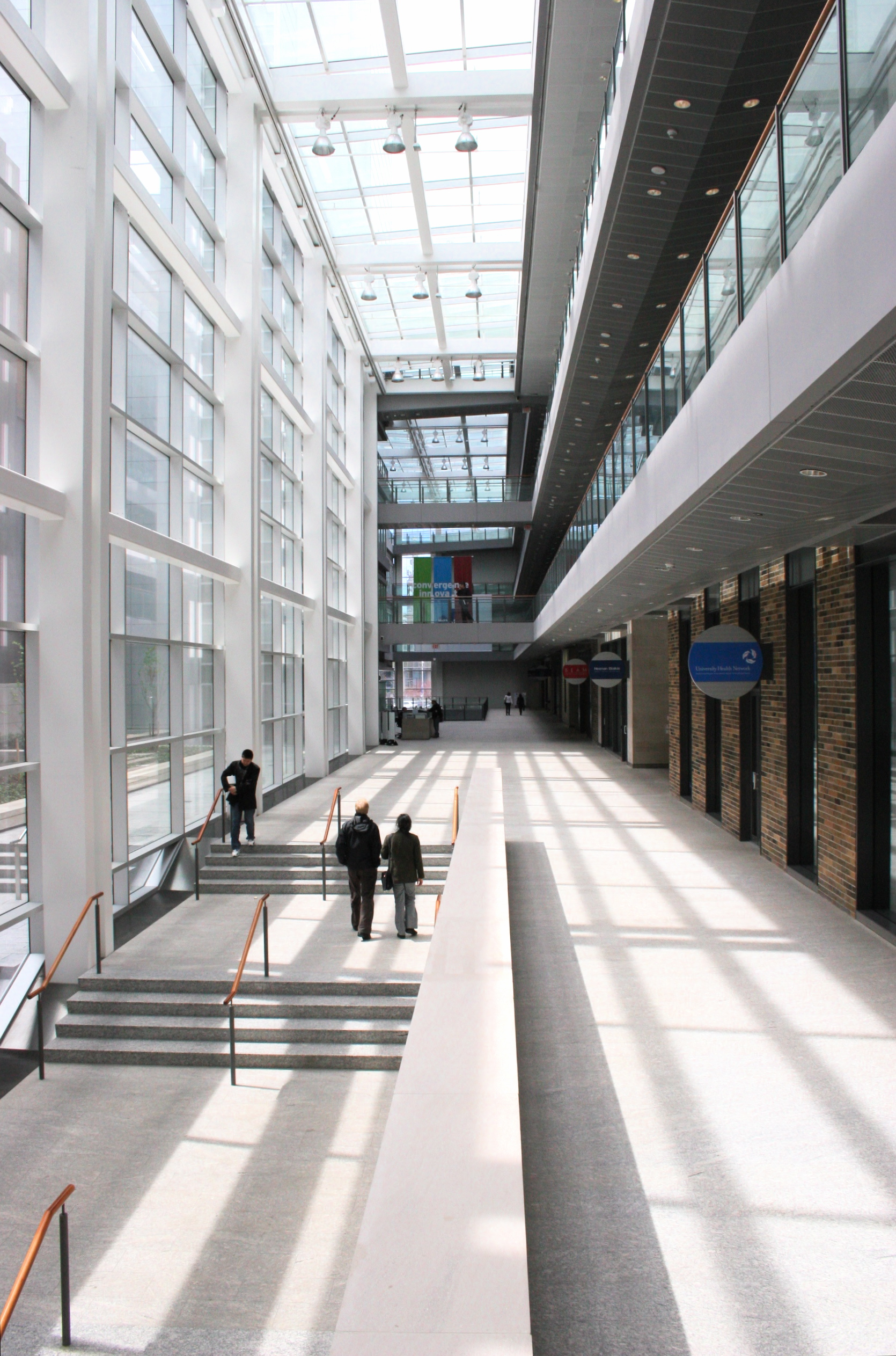
Інтер'єр дослідницького парку MaRS Discovery District

## Репутація
У 2020 році школа посіла 4 місце у світі з клінічної медицини та хірургії за версією US News & World Report. У рейтингу The Times Higher Education за 2022 рік він також посів 5 місце у світі за доклінічними, клінічними та медичними показниками. За версією QS World Ranking він займає 13-те місце у світі за медициною. У 2020 році школа посіла 15 місце у світовому академічному рейтингу університетів світу з клінічної медицини.

## Видатні випускники
- Дженні Сміллі Робертсон, випуск 1909 року: перша жінка-хірург у Канаді
- Мод Ментен, випуск 1911 року: разом з Леонор Міхаеліс розробила математику кінетики ферментів
- Теодор Дрейк, випуск 1914 року: педіатр і винахідник дитячого харчування Pablum
- Норман Бетюн, випуск 1916 року: лікар, гуманітарій та медичний новатор
- Фредерік Бантінг, клас 1916 року та Чарльз Бест, клас 1925 року: співвідкривачі інсуліну разом із професором фізіології Джоном Джеймсом Річардом Маклеодом
- Гледіс Бойд, випуск 1918 року: педіатр, піонер у лікуванні юнацького діабету
- Джессі Грей, випускниця 1934 року та професор клінічної хірургії: «Перша леді хірургії» Канади, викладач та дослідник
- Вілфред Гордон Бігелоу, 1938 рік: розробив штучний водій ритму та використовував гіпотермію в хірургії на відкритому серці .
- Том Пашбі, випуск 1940 року: офтальмолог і захисник спортивної безпеки, Орден Канади, Зал спортивної слави Канади [13] [14]
- Роберт Гордон Белл, випуск 1943 року: піонер у лікуванні алкогольної залежності в Канаді та винайшов алко-циферблат, пристрій для визначення рівня алкоголю в крові.
- Генрі Дж. М. Барнетт, випуск 1944 року: Перше використання аспірину як профілактичної терапії серцевого нападу та інсульту
- Роберт Б. Солтер, випуск 1947 року: розробив лікування безперервними пасивними рухами (CPM), щоб допомогти відновити суглоби після травми.
- Вільям Торнтон Мустард, випуск 1947 року: дитячий кардіохірург, розробник процедури Mustard
- Ернест Маккалох, випуск 1948 року: клітинний біолог і лауреат премії Ласкера, якому приписують відкриття стовбурової клітини
- Раймонд Стайн, випуск 1982: офтальмолог, медичний директор
- Шаф Кешавджі, випуск 1985 року: хірург-трансплантолог і піонер трансплантації легенів ex-vivo
- C. Miller Fisher описав лакунарні інсульти та ідентифікував транзиторні ішемічні атаки як передвісники інсульту.
- Деніел Дж. Друкер OC, FRS, випуск 1980, професор медицини та ендокринолог-дослідник

## Відомий минулий або теперішній факультет
- Джон Е. Дік, професор молекулярної генетики: ідентифікував ракову стовбурову клітину
- Бренда Ендрюс, професор Центру клітинних і біомолекулярних досліджень Доннеллі та дослідник
- Ентоні Поусон, професор молекулярної та медичної генетики, 1985–2013: дослідник сигнальної трансдукції
- Тайрон Е. Девід, професор хірургії, розробив клапанозберігаючу заміну кореня аорти
- Лап-Чі Цуй, професор генетики, 1983–2002: колишній віце-канцлер Університету Гонконгу та президент Організації геному людини
- Стівен Шерер, професор університету на кафедрі молекулярної генетики. Відкриття Шерера призвели до початкового опису загальногеномних варіацій кількості копій (CNV). Він заснував перший у Канаді центр геному людини, Центр прикладної геноміки (TCAG) у лікарні для хворих дітей .
- Так Ва Мак, професор медичної біофізики, 1975–: відкрив Т-клітинний рецептор
- Джеймс Тіл, професор медичної біофізики, 1958–1997 рр.: вчений з етики Інтернет-досліджень
- Вільям Бойд, професор патології, 1937–1951, автор важливих підручників з патології
- Джон С. Буало Грант, професор анатомії, 1930–1956 рр., автор відомих підручників з анатомії
- Лінн Макдональд, професор факультету соціальної роботи та директор Інституту розвитку життя та старіння

## Подальше читання
- Майкл Блісс . Відкриття інсуліну . University of Chicago Press, 1982.
- Майкл Блісс. Бантінг: біографія . University of Toronto Press, 1992.
- Маріанна Федунків. Фінансування Фонду Рокфеллера та медична освіта в Торонто, Монреалі та Галіфаксі . McGill-Queen's University Press, 2007.
- Ернест Маккалох . Інститут раку Онтаріо: успіхи та поразки на Шерборн-стріт . McGill-Queen's University Press, 2003.